# Alfa Romeo Mille
Alfa Romeo Mille — 8-11 тонный грузовик, который выпускался компанией Alfa Romeo в период с 1958 по 1964 год. Модель оснащалась 11 литровым двигателем, который выдавал от 163 л.с. (122 кВт) до 174 л.с. (130 кВт). Mille был последним крупногабаритным коммерческим автомобилем от Alfa Romeo. В течение долгого времени Alfa Romeo Mille оставался одним из самых инновационных грузовиков. В 1964 году Alfa Romeo прекратила производство крупно-тяжелых грузовиков. В 1956 году, лицензию на производство Mille была приобретена Бразильской компанией FNM, которая стала выпускать эти грузовики под своим именем до 1980 года. Они назывались FNM 180.
Итальянская компания Bartoletti выпустила трейлер-версию модели Mille в 1963 году, которая могла перевозить до 8 автомобилей на двух уровнях. Модель получила специальное название Mille «Motori Aviazione», которая также транспортировала самолётные двигатели, сделанные Alfa Romeo.